# Арктометатарсус

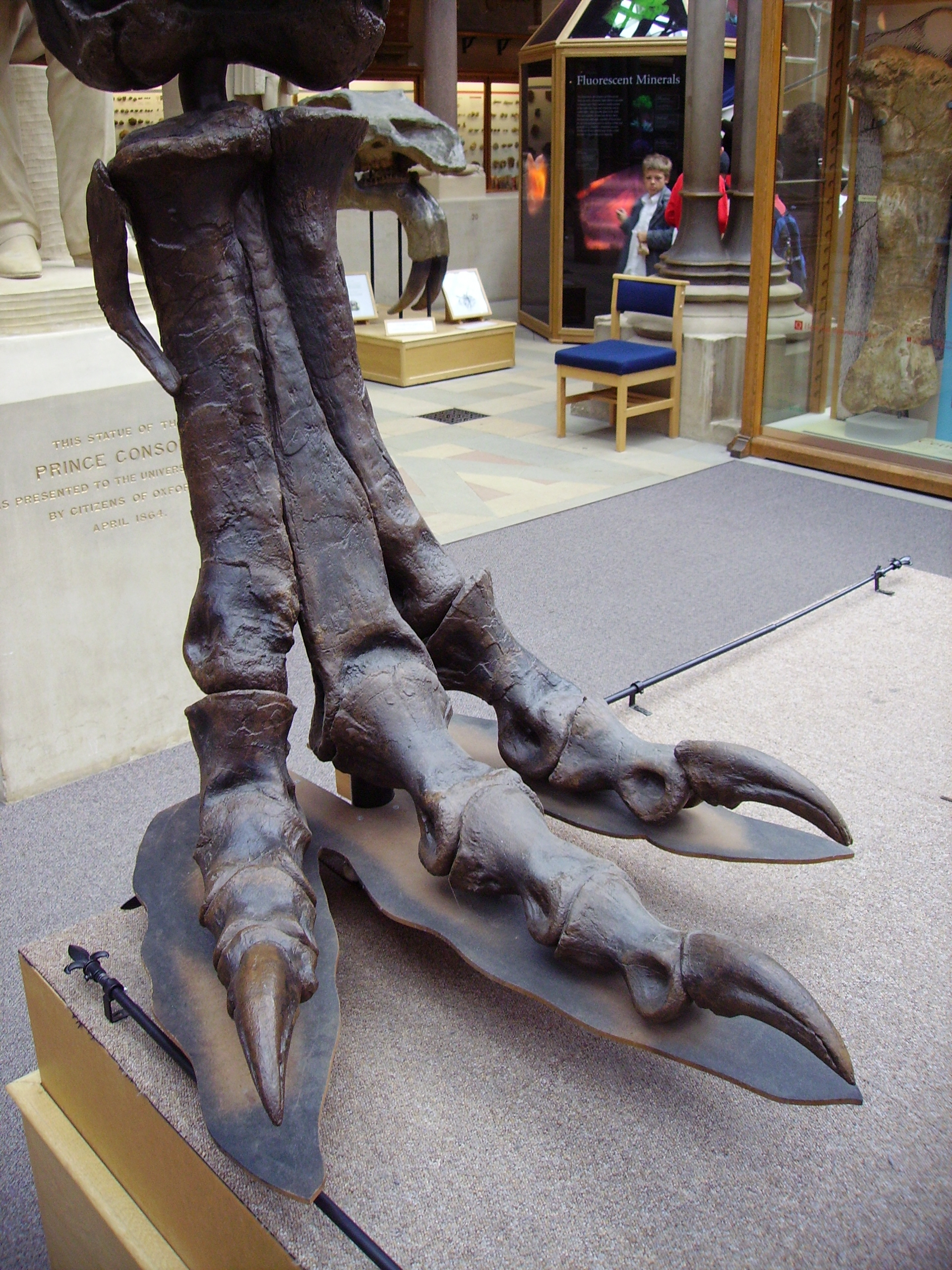
Арктометатарсус на прикладі кісток тиранозавра.

Арктометатарсус (arctometatarsus) — особливість будови плеснових кісток, де дві крайні плеснові кістки дуже сильно затискають середню, утворюючи майже єдину структуру. Таку особливість мали орнітомімозаври (Ornithomimosauria) і тиранозавриди (Tyrannosauroidea). Їхнє функціональне значення точно не відоме.